# De revolutionibus orbium coelestium

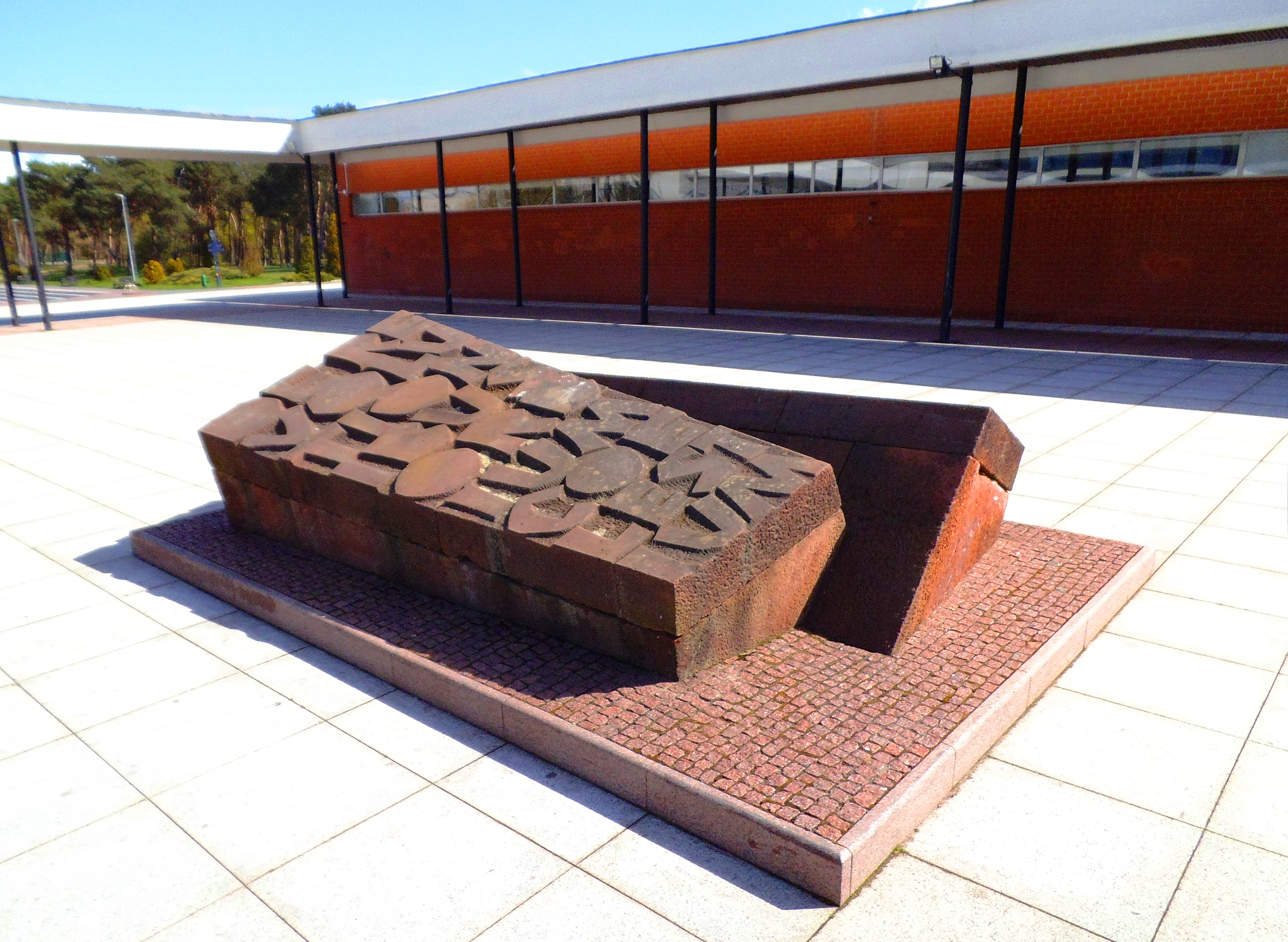
Pomnik „De revolutionibus” w Toruniu, 1973 rok

De revolutionibus orbium coelestium (pol. O obrotach sfer niebieskich) – dzieło polskiego astronoma Mikołaja Kopernika, które zawiera wykład heliocentrycznej i heliostatycznej budowy wszechświata. Na owe czasy stanowiło przewrót w nauce i ówczesnym światopoglądzie. Ukazało się drukiem w Norymberdze w 1543. Składa się z sześciu ksiąg.
W 1999 autograf De revolutionibus orbium coelestium został wpisany na listę UNESCO Pamięć Świata.

## Historia powstania
W 1514 rozpoczęło się spisywanie Księgi I De revolutionibus orbium coelestium.
W 1533 roku poglądy Mikołaja Kopernika wyłożone w rękopisie jego dzieła De Revolutionibus zreferowano papieżowi Klemensowi VII.
Teolog norymberski, Andreas Osiander, usunął przedmowę Kopernika i dopisał własną niepodpisaną, z której wynikało, że jest to tylko hipoteza, dzięki której można skonstruować efektywne modele matematyczne opisujące ruch planet. Zmienił także tytuł z De revolutionibus na De revolutionibus orbium coelestium.
W roku 1542 pierwsze dwa arkusze De revolutionibus wyszły spod prasy drukarskiej. Mikołaj Kopernik wysłał do Norymbergi napisaną przez siebie przedmowę dedykowaną papieżowi Pawłowi III. Rozdziały 13 i 14 Księgi I ukazały się drukiem w Wittenberdze pod postacią osobnej książki De lateribus et angulis triangulorum... (O bokach i kątach trójkątów), z przedmową Retyka, który od roku 1541 był w posiadaniu rękopisu dzieła De revolutionibus orbium coelestium (O obrotach sfer niebieskich).

## Dalsze dzieje rękopisu
Po śmierci Kopernika rękopis otrzymał wieloletni przyjaciel astronoma, biskup warmiński Tiedemann Giese. Ten przekazał autograf dzieła jedynemu uczniowi Kopernika, astronomowi Retykowi. Ten przekazał w testamencie swojemu uczniowi Valentinowi Otto. Kolejnymi właścicielami byli astronom z Heidelbergu Jacob Christmann, Jan Ámos Komenský, gdański astronom Jan Heweliusz, następnie ślad się urywa, by w końcu w XIX wieku wylądować w zbiorach rodu Nostitz w Czechach.
Po II wojnie światowej majątek Nostitzów znacjonalizowano, a rękopis Kopernika w 1953 władze czeskie wypożyczyły do Polski z okazji obchodów 410. rocznicy śmierci astronoma. Autograf pozostał już w Polsce, a oficjalnie został podarowany przez władze czeskie polskiemu rządowi 25 lipca 1956. W zamian strona polska przekazała rękopiśmienną Biblię w języku czeskim z XV wieku.
25 września 1956 na Wawelu, podczas uroczystej sesji inauguracyjnej walnego zjazdu Stowarzyszenia Historyków Sztuki, Muzeum Narodowe w Warszawie przekazało rękopis Bibliotece Jagiellońskiej do Działu Rękopisów, gdzie znajduje się do dziś.

## De revolutionibus...aIndeks ksiąg zakazanych
W treści tej sekcji od 2015-12 występują prawdopodobnie wyrażenia zwodnicze, co nie jest zgodne z zasadami przyjętymi w Wikipedii.
Dokładniejsze informacje o tym, co należy poprawić, być może znajdują się w dyskusji tej sekcji.
 Po wyeliminowaniu niedoskonałości należy usunąć szablon [[Szablon:Dopracować|]] z tej sekcji.
- 1543 – wydanie drukiem De revolutionibus orbium coelestium, Libri VI. Brak oficjalnego stanowiska Kościoła katolickiego, zainteresowanie wyższych dostojników treścią, którą w przedmowie, napisanej przez wydawcę, przedstawiono jako hipotezę ułatwiającą obliczenia.
- 1559 – wprowadzenie w Kościele katolickim Indeksu ksiąg zakazanych.
- 1566 – drugie wydanie De Revolutionibus..., Bazylea.
- 1616 – pierwsza sprawa Galileusza. Eksperci Kościoła tezę o tym, iż „Słońce stanowi centrum świata i jest całkowicie nieruchome pod względem ruchów lokalnych”, uznają za „bezsensowną i absurdalną z punktu widzenia filozoficznego” oraz „formalnie heretycką”. Tezę, iż „Ziemia nie stanowi centrum świata, ani nie jest nieruchoma, lecz obraca się zarówno wokół samej siebie, jak i ruchem dobowym”, uznają za podobnie absurdalną oraz „co najmniej błąd w wierze”. Ogłoszenie przez Kongregację Kardynalską Inkwizycji, że Galileusz poddaje się wyrokowi. Równocześnie, dekretem z 5 marca, Kongregacja zakazuje De revolutionibus..., wpisując na Indeks „do czasu wprowadzenia poprawek”.
- 1617 – trzecie wydanie De Revolutionibus..., pod tytułem Astronomia instaurata, Amsterdam.
- 1618-1621 – publikacja Epitome Astronomiae Copernicanae Keplera; umieszczone na Indeksie.
- 1620 – wskazanie przez Kongregację poprawek, jakie należy nanieść w De Revolutionibus...
- 1632 – publikacja głównego dzieła Galileusza: Dialogu o dwu wielkich systemach świata: ptolemeuszowym i kopernikowym, Florencja. Konfiskata i zakaz rozprowadzania.
- 1633 – proces Galileusza; powtórzenie potępienia heliocentryzmu z 1616, umieszczenie Dialogu na Indeksie.
- 1664 – bulla Aleksandra VII Speculatores domus Israel jako wstęp do wydanego przez niego Indeksu (Index librorum prohibitorum Alexandri VII Pontificis Maximi jussu editus) – potępienie wszelkich dzieł utrzymujących, że Ziemia się porusza.
- 1751 – wobec powszechnej akceptacji w środowisku naukowym heliocentrycznego obrazu naszego systemu planetarnego, objaśnianego mechaniką Newtona, papież-erudyta Benedykt XIV udziela imprimatur na druk Dzieł Zebranych Galileusza.
- 1757 – w wydaniu Indeksu przejrzanym przez Benedykta XIV z tekstu dekretów znika zapis zakazujący dzieł traktujących o heliocentryzmie, na samej liście pozostają jednak książki wpisane na tej podstawie.
- 1819 – ostatnie wydanie Indeksu zawierające De Revolutionibus... oraz inne dzieła heliocentryczne.
- 1820 – Canon Settele usiłując opublikować w Rzymie podręcznik astronomii jednoznacznie uznający heliocentryzm za prawdziwy, spotyka się z odmową Mistrza Świętego Pałacu Apostolskiego. Po odwołaniu się do papieża (który przekazuje sprawę Kongregacji) otrzymuje zezwolenie na druk.
- 1822 – 11 września Kongregacja Kardynalska Inkwizycji stwierdza, że „druk i publikacja prac traktujących o ruchu Ziemi i nieruchomości Słońca, zgodnie z powszechną opinią współczesnych astronomów, są w Rzymie dozwolone”. 25 września Pius VII zatwierdza dekret.
- 1828 – dzieło Mikołaja Kopernika zostało zwolnione z Indeksu.
- 1835 – kolejne wydanie Indeksu. Pius VII usuwa zeń De Revolutionibus... oraz pozostałe książki uznane wcześniej za heretyckie z powodu heliocentryzmu.
- 1854 – ukazanie się pierwszego polskiego przekładu dokonanego przez Jana Baranowskiego.

## Upamiętnienie
- Do tytułu dzieła odwoływał się krakowski Kabaret Jama Michalika.
- W 2010 roku w Toruniu powstało Centrum Nowoczesności „Młyn Wiedzy”, zawierające stałą wystawę „O obrotach”.
- W Krakowie znajduje się placówka „De revolutionibus” – kawiarnia i księgarnia, działająca też popularyzatorsko, m.in. przez publiczne wykłady i współorganizację Copernicus Festival[8].

### Wydania rękopisu (faksymile)
- De revolutionibus orbium coelestium ; Nicolai Copernici „De revolutionibus” codicis propria auctoris manu scripti imago phototypa ; Nicolai Copernici Opera omnia, Cracoviae ; Varsaviae 1973
- Rękopis dzieła Mikołaja Kopernika „O obrotach”: facsimile, Warszawa ; Kraków 1972

### Wydania I, II i III
- Wydanie I, Norymberga 1543 r.: Biblioteka Uniwersytecka w Toruniu; Biblioteka Kórnicka; Biblioteka Jagiellońska: 1, 2; Biblioteka Narodowa w Paryżu; Biblioteka Kongresu
- Wydanie II, Bazylea 1566 r.: Biblioteka Uniwersytecka w Poznaniu; Biblioteka Kórnicka; Biblioteka Jagiellońska: 1, 2, 3
- Astronomia Instavrata, Libris sex comprehensa…, Amstelrodami 1617 (wydanie trzecie ze zbiorów Książnicy Kopernikańskiej w Toruniu)

### Edycje w jęz. oryginału
- De revolutionibus orbium coelestium libri sex ; Mikołaja Kopernika Toruńczyka O obrotach ciał niebieskich ksiąg sześć, Varsaviae 1854
- Nicolai Copernici de revolutionibus libri sex, Cracoviae ; Varsaviae 1975
- De revolutionibus orbium coelestium, Norimbergae, J. Petreium, 1543 (Wikiźródła)

### Tłumaczenia na jęz. polski
- De revolutionibus orbium coelestium libri sex ; Mikołaja Kopernika Toruńczyka O obrotach ciał niebieskich ksiąg sześć, Varsaviae 1854, tłum. Jan Baranowski
- Mikołaj Kopernik O obrotach, Kraków, Warszawa 1976, tłum. Mieczysław Brożek, Stefan Oświecimski, komentarz Aleksander Birkenmajer, Jerzy Dobrzycki, red. Jerzy Dobrzycki
- Mikołaja Kopernika „O obrotach”: księga pierwsza Wrocław 1987, tłum. Mieczysław Brożek

### Tłumaczenia na inne języki
- Nicolaus Copernicus On the Revolutions, Warsaw-Cracow 1978 (tłumaczenie całości na jęz. angielski)
- Tłumaczenie O obrotach na angielski (fragmenty)

### Inne linki
- Królewiecki egzemplarz dzieła Mikołaja Kopernika De revolutionibus (Norymberga 1543). Dzieje dokumentu
- O wydaniach De revolutionibus
- O Koperniku, w: Urania Nr 7/8, 1965 s. 194–200